# سو رالف
سو رالف (به انگلیسی: Sue Rolph) (زادهٔ ۱۵ آوریل ۱۹۷۸) شناگر اهل بریتانیا است.